# Dalarövägen

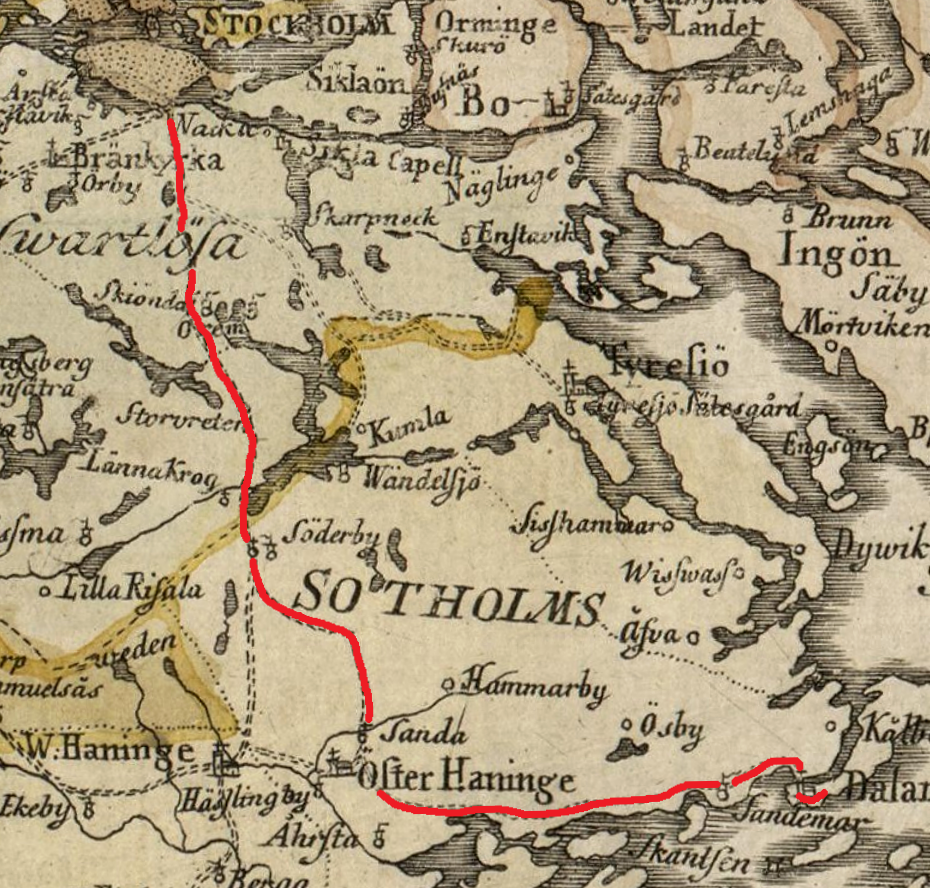
Del av "Wäg Charta öfwer Stockholm" utgiven år 1772 av Jacob Johan Gyllenborg med Dalarövägens sträckning.

Dalarövägen är en av Stockholms äldre färdvägar som söderut går från Skanstull till Dalarö. Vägen började anläggas under 1600-talets första hälft. Då blev Dalarö Stockholms uthamn, fick tull, lotsstation och en ny skans, Dalarö skans, som uppfördes i sydöstra hamninloppet. 
Stora delar av den gamla vägsträckan är ännu bevarade i Stockholms och Huddinges kommuner och heter "Gamla Dalarövägen" i Enskede, Länna och Vega, Perstorpsvägen i Sköndal, Gamla Nynäsvägen i Skogås och Dalarövägen i Trångsund. Genom Haninge kommun följer nuvarande Dalarövägen i stort sett den ursprungliga sträckan som lätt kan rekonstrueras med hjälp av 1770-talets bevarade milstenar. Dalarövägens längd mellan Stockholm och Dalarö är idag 42 kilometer.

## Historia

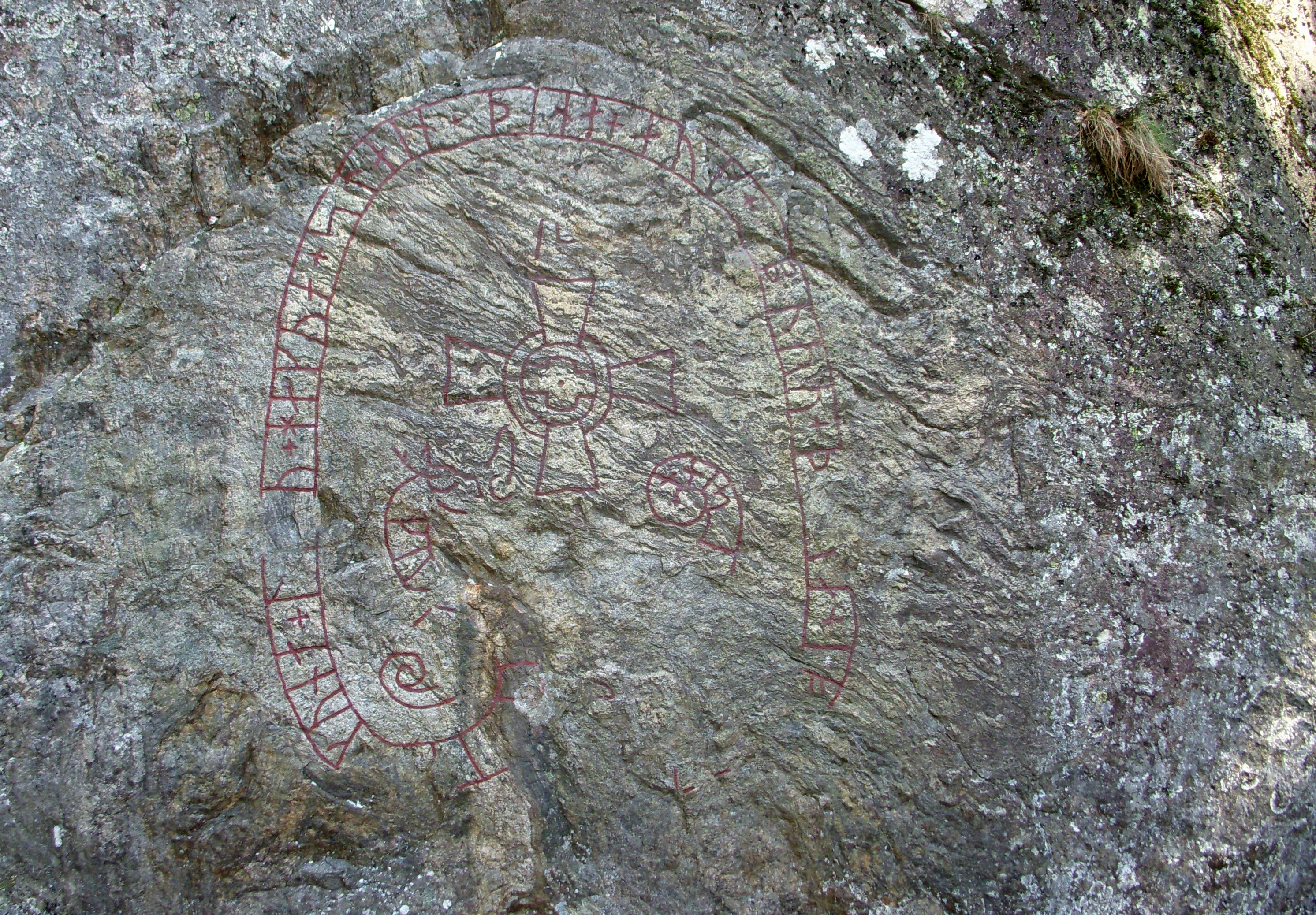
Runmarsvreten vid Dalarövägen, Haninge.

Vid sidan om Göta landsväg och Södertäljevägen var landsvägen till Dalarö en av Stockholms viktigaste färdvägar på 1600- och 1700-talen. Dalarövägen anlades i början av 1600-talet, den skulle erbjuda en snabb landförbindelse till Stockholms nya uthamn; Dalehamn utanför Dalarö och uppmättes 1651. Delar av vägen har dock funnits redan för tusen år sedan i form av mindre byvägar. Enstaka sträckor har ingått i det forntida vägnätet vilket bland annat en runhäll och en tusenårig vägbank söder om gården Skutan i Haninge kommun tyder på. Runhällen vid Runmarsvreten är väl synlig från Gamla Dalarövägen och inskriptionen påminner om ett brobygge: "...Gunna lät hugga denna sten och göra denna bro...". Fortfarande rinner en liten bäck framför runhällen.
År 1777, under landshövding Jacob Johan Gyllenborg, restes milstenar längs hela Dalarövägen. Dessa är av kalksten och 115 till 150 cm höga, 50 cm breda och 20 cm tjocka samt upptill avsmalnande. Dessa står i regel i ett kallmurat stenfundament med olika höjd och mått (ofta 2 x 2 meter). Det fanns markeringar för helmil, halvmil och kvartsmil (s.k. fjärdingsväg). Helmilstenarna var alltid lite extra påkostade, exempelvis med landshövdingens namn och konungens namnchiffer; i det här fallet Gustav III. 
På 1900-talet rätades vägen eller ersattes av nya trafikleder, bland annat Nynäsvägen. På 1930-talet genomfördes många vägarbeten utefter Dalarövägen genom anvisade nödhjälpsarbeten. Många av dessa tidigare delar av Dalarövägen används i dag som lokala småvägar och en del mindre stenbroar eller brofundament vittnar om den gamla landsvägsträckan.
Med hjälp av de bevarade milstenarna kan man idag rekonstruera nästan hela Dalarövägen. Den första milstenen (½ mil) står inne på Skogskyrkogården nära västra muren och den sista, fyra mil från Stockholm, återfinns vid Dalarö kanal.

## Vägsträckan genomSvartlösa härad: Skanstull - Länna

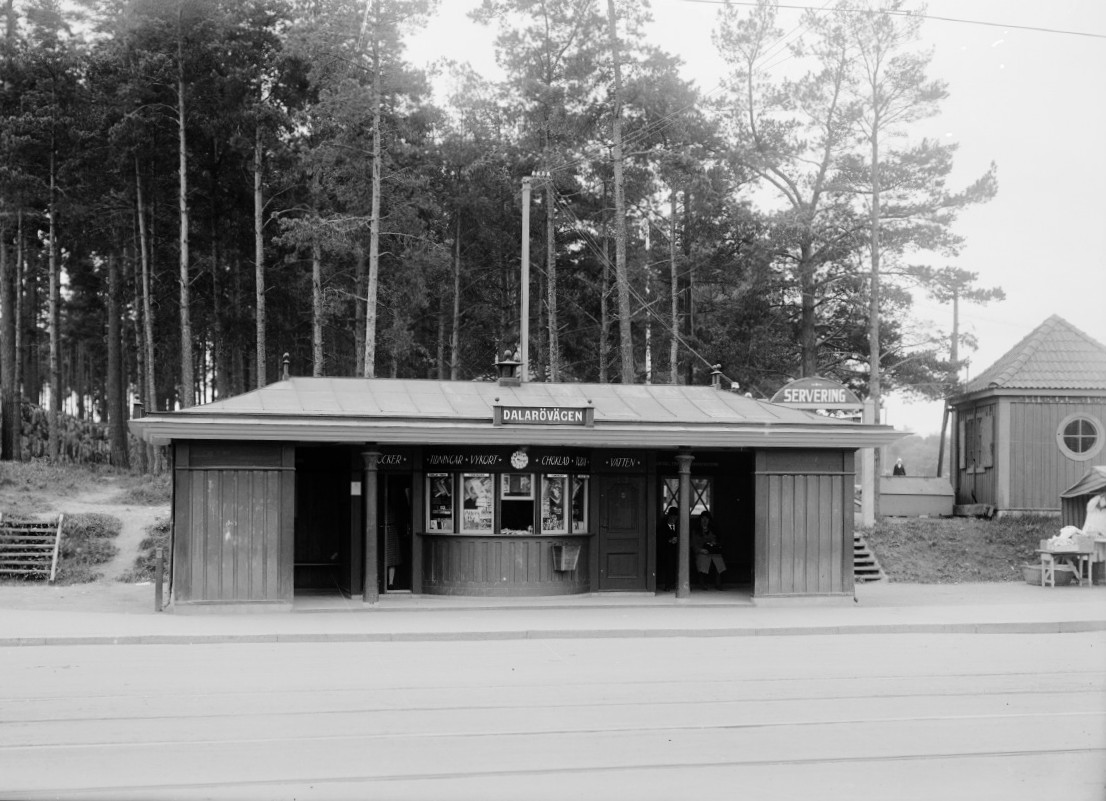
Hållplats "Dalarövägen" 1931.

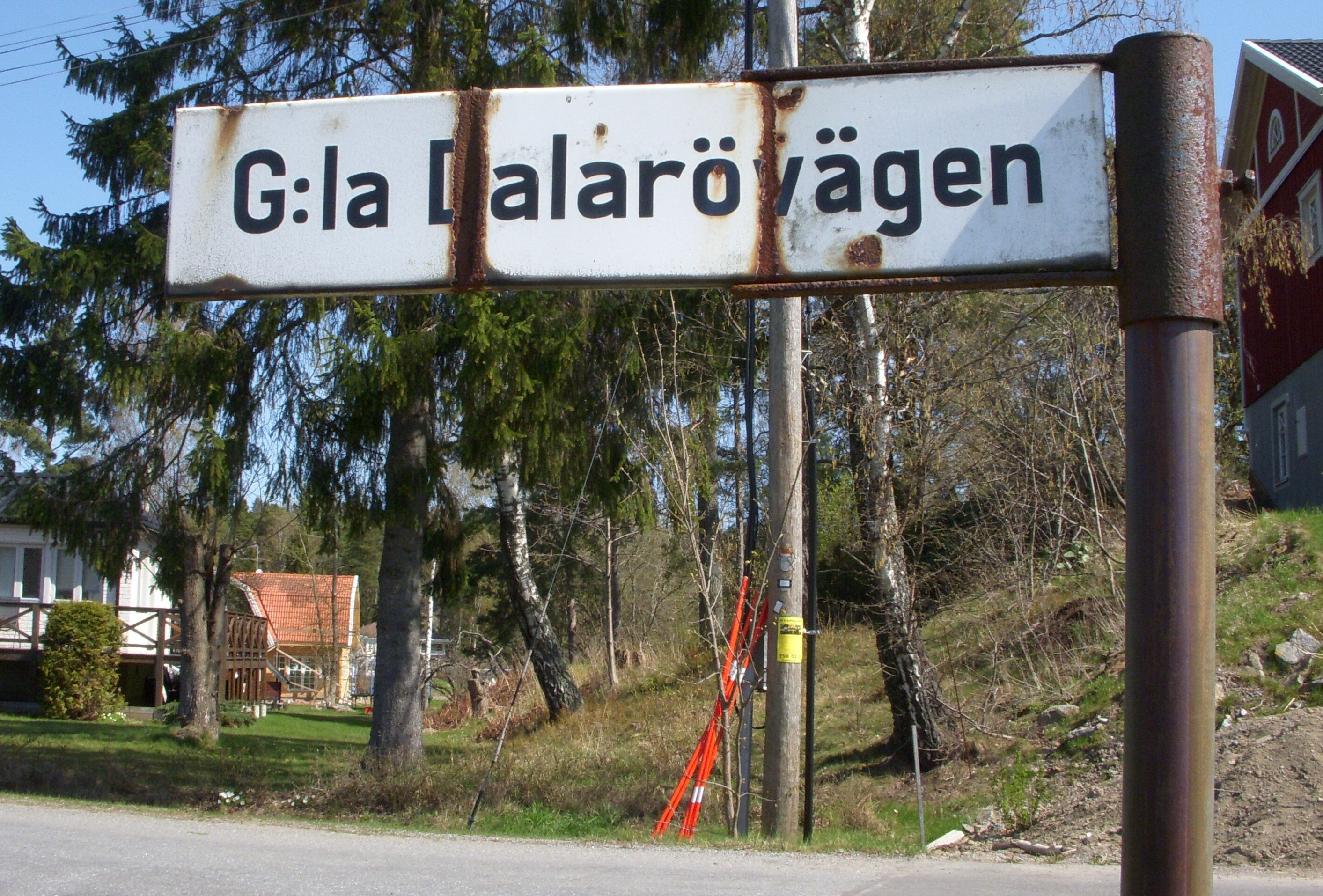
"Gamla Dalarövägen", gatuskylt i Länna.

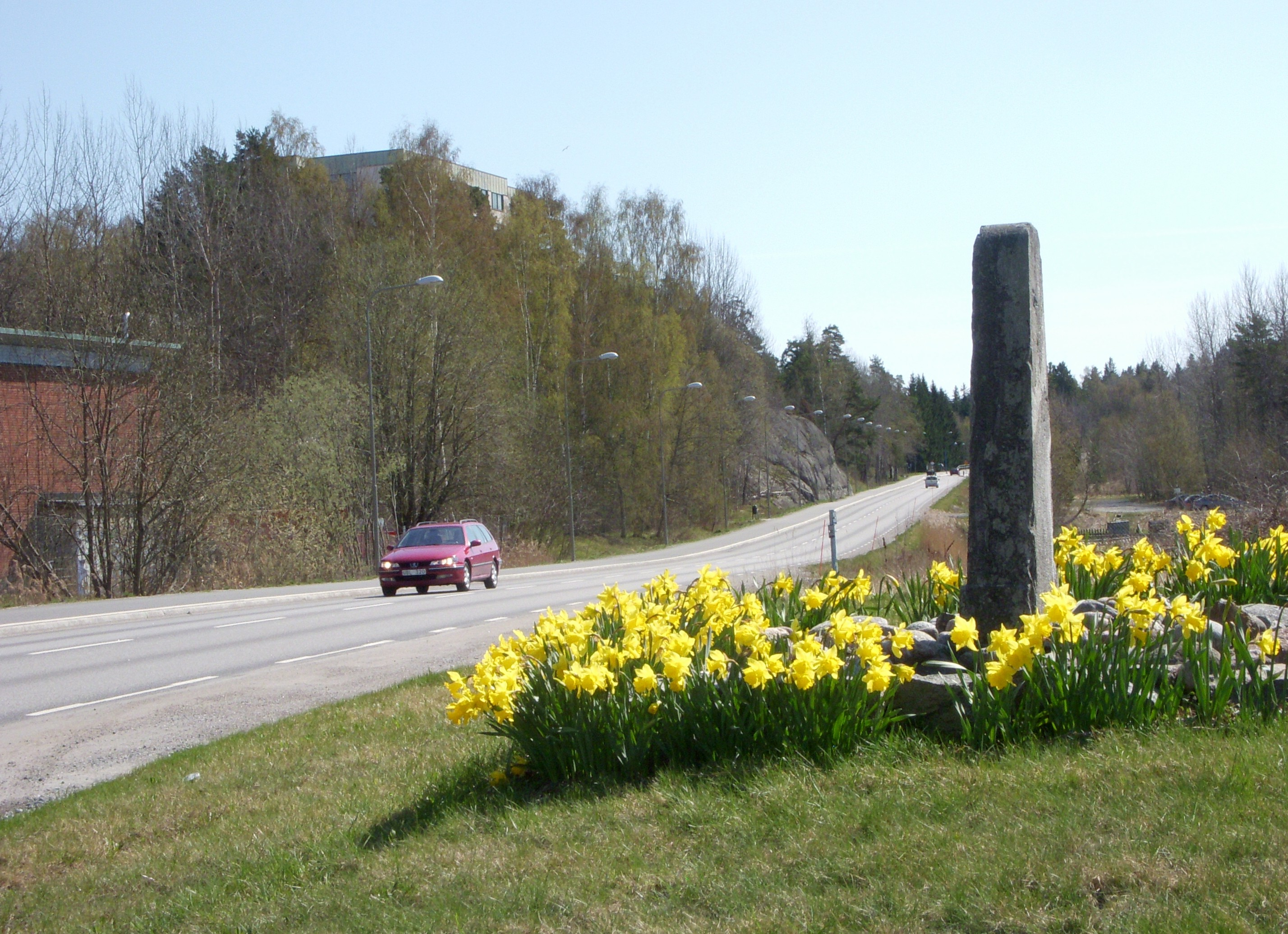
"Gamla Nynäsvägen" och milstolpen i Skogås.

Vägen över Södermalm till Skanstull ledde via nuvarande Götgatan ut till Dalarövägen och Göta landsväg. I höjd med Skanskvarn svängde Göta landsväg av mot väster medan Dalarövägen fortsatte rakt söderut. Dagens Hammarbybacken utgjorde en del av Dalarövägen. Sedan gick vägen genom Enskede, parallellt och öster om Nynäsvägen. 
Enskedebanan hade mellan 1909 och 1950 en hållplats "Dalarövägen" vid Sockenvägen och Skogskyrkogården. Sträckan Dalarövägen - Skarpnäck ersattes i oktober 1950 med busslinje 18A. Lokalgatan intill Sandsborgskyrkogården bär än idag namnet "Gamla Dalarövägen".
1700-talets Dalaröväg gick sedan väster om åsen som idag ligger i Skogskyrkogården. En halvmilsten står innanför den västra kyrkogårdsmuren i höjd med Skogskrematoriet. Texten på stenen berättar att den restes under Johan Jacob Gyllenborgs tid som landshövding. Utmed denna del av vägen som idag utgör Minnelundsvägen  fanns från 1900 till slutet av 1920 en bebyggelse kallad Tallkroga malm. Strax söder därom, vid dagens motorvägskorsning mellan Nynäsvägen och Tyresövägen stod värdshuset Lilla Sköndal (även Stora Tallkrogen). Huset, som blev krog 1724, finns kvar än idag.
Vägen fortsatte söderut genom dagens Sköndal och längs Perstorpsvägen, uppkallad efter ett numera försvunnet torp med samma namn. En milsten som markerar 1/4 mil står i korsningen Perstorpsvägen/Tårtvägen. Perstorpsvägen är en del av den gamla landsvägen till Dalarö. Dalarövägen gick sedan förbi Hökarängens gård vid Drevvikens sydvästra strand innan den passerade nästa krog, Larsbodatorpet från 1788. Även det huset finns kvar än idag och utgör numera Larsbodas äldsta bevarade byggnad. 
Den första helmilastenen stod i Farsta vid Perstorpsvägens bro över Forsån. Den stenen är nu försvunnen. Nästa etapp var Fållans gård där Dalarövägen strök tätt förbi, ett sommarställe där skalden Carl Michael Bellman tillbringade sommaren 1773. Här skrev han tjugotre av sina dikter, bland annat Öfver värdens bortovaro från Follan, där han skildrar sin vän Magnus Zetterman och Fiskafänge, som fått ge titel med sina begynnelseord till Opp Amaryllis.
På östra sidan om Nynäsvägen fortsätter Dalarövägen förbi Tacksägelsekyrkan i Trångsund och byter sedan namn till "Gamla Nynäsvägen". Nästa bevarade milstolpe (med 1/4 mil) återfinns i Beateberg, Skogås.
I Länna byter vägens namnskylt återigen till "Gamla Dalarövägen". Här finns ännu byggnaden för Länna gästgivargård bevarad. Gästgiveriet bedrevs från 1630-talet till 1902. På 1600-talet var gästgiveriet "det enda mellan Stockholm och Dalehamn". Stället var ökänt som ett tillhåll för "druckna individer" som söp och slogs. Gästgiveriet i Länna har även besjungits av Carl Michael Bellman i Fredmans sånger N:o 29 "Gästgivaregården" från 1791, då han på 1790-talet vistades i det närbelägna Fållan.
På 1800-talet var Länna gästgivargård mest en hållplats för Väster- och Österhaningebor på hemväg från huvudstaden. Dalarövägen nyttjades även av Ösmo- och Sorundabönderna på deras resor till och från Stockholms marknadsplatser. Strax söder om den forna gästgivargården går Gamla Dalarövägen genom viadukten under Nynäsbanan och här lämnar Dalarövägen Svartlösa härad för att fortsätta in genom Sotholms härad.

## Vägsträckan genomSotholms härad: Handen - Dalarö

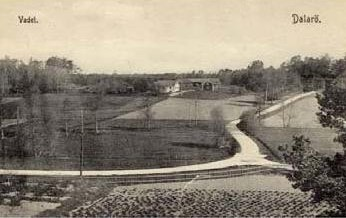
Dalarövägen vid Vadet i Dalarö, cirka 1910.

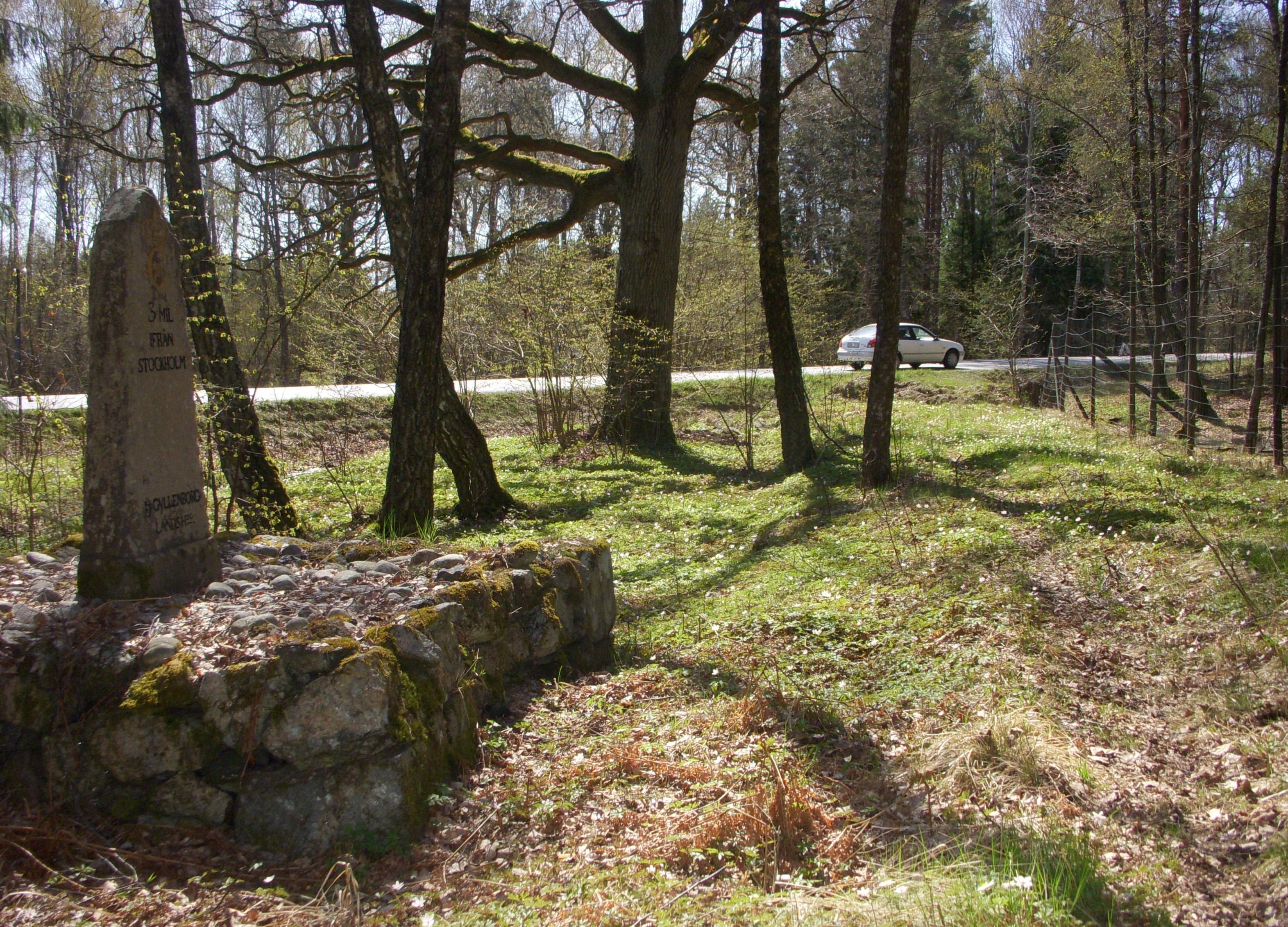
Ursprunglig del av vägen med milsten (3 Mil).

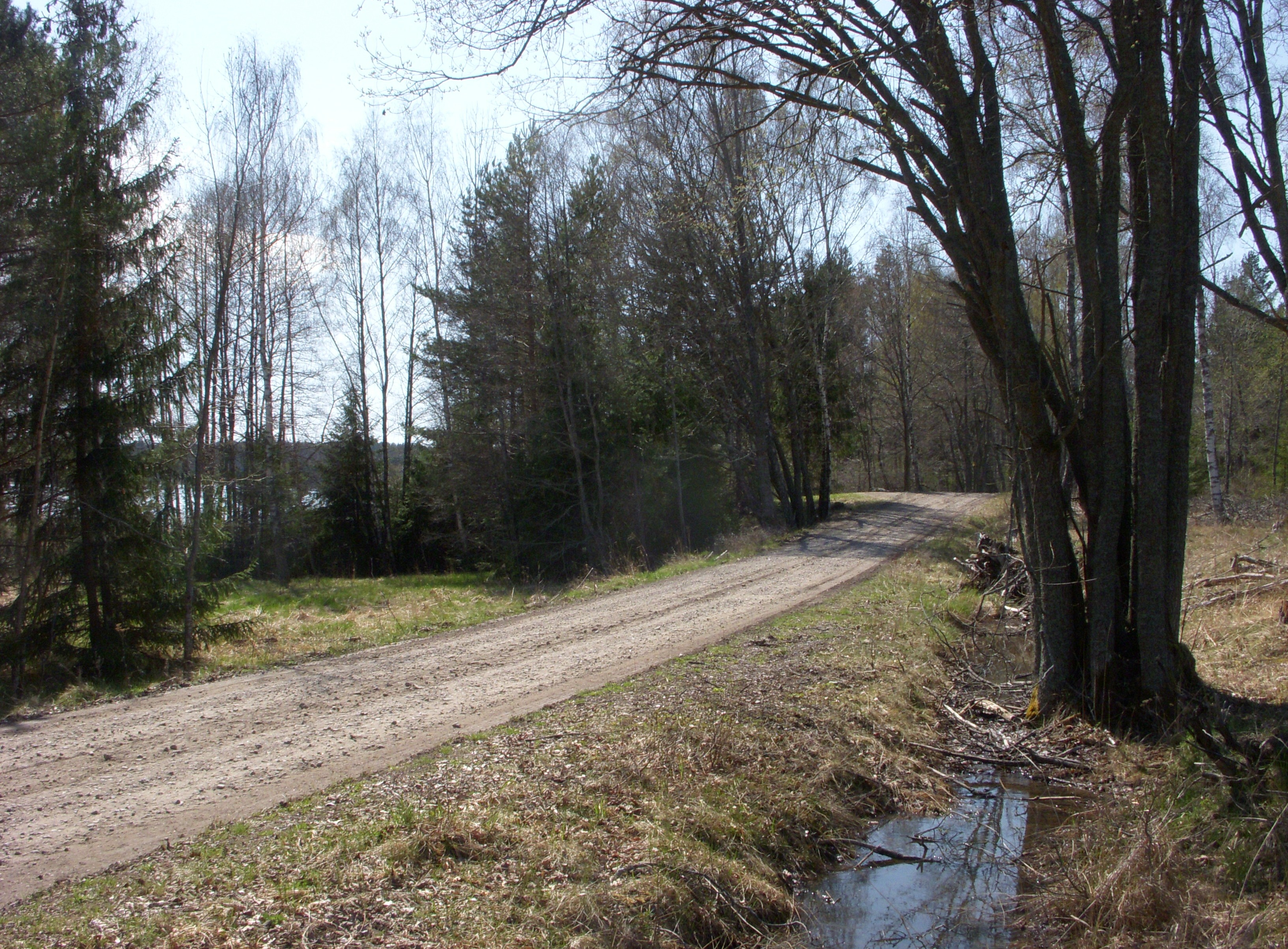
Ursprungliga delen av sträckan vid Väsbyfjärden.

Den första milstolpen (½ mil) med texten "Sotholms härad" står på bron i Söderhagen och ovanför bäcken som utfaller i Drevvikens sydvästra vik. Därefter fortsätter Gamla Dalarövägen upp till Vega där den byter namn till Gamla Nynäsvägen och den fortsätter sedan genom Söderby och Handen. Här vid det gamla vägskälet återfinns en milstople (1/4 mil), strax innan vägen delar sig med Dalarövägen (Länsväg 227) mot Dalarö och med Nynäsvägen (Riksväg 73) mot Nynäshamn. Omedelbart söder om Brandbergen återfinns vid Forsla kärr ännu en milsten som bär Gyllenborgs namn. Överdelen är nu avslagen men troligtvis har den varit en helmilastolpe med inskription "2 Mil ifrån Stockholm".
Vägsträckan mellan Handen och Dalarö har till stora delar bevarat sin ursprungliga karaktär, men har bitvis breddats, rätats ut och moderniserats. Nästan alla halv- och kvartsmilastolpar står kvar utmed vägen. Vid Vaxnäs och avfarten till Gålö står en mycket välbevarad helmilsten: "3 Mil ifrån Stockholm". Den står ett tjugotal meter in i skogen intill en numera övervuxen stump av gamla sträckningen. Det existerar även några väghållningsstenar, som förr stod uppställda utmed allmänna vägar och visade den vägsträcka som markägaren var skyldig att hålla i farbart skick. På en av dessa stenar framgår det att godset Sandemar stod för vägunderhållet.
Dalarövägen var till en början så smal att inte två med vagn förspända hästar kunde mötas utan att man var tvungen att spänna ifrån. Vägen gick över beteshagar med grindar och två sådana fanns på var sida om Sandemars ägor ända fram till året 1920. En numera avsnörd del av Dalarövägens gamla sträcka finns mellan Skälbrunn och Olsholmen, samt längs Väsbyfjärden vid Stenkulla. Här kan man uppleva en landsväg som den såg ut på hästskjutsarnas tid. Smal och med många kurvor löper den genom landskapet med öppna ängar och grova ekar.
Innan Dalarö kanal och Kanalbron byggdes tog man sig över från fastlandet till Dalarö genom att vada i det grunda vattnet. Vid Kanalbron återfinns den sista milstolpen med påskriften "4 mil ifrån Stockholm". Det motsvarar 42,75 kilometer, en Upplandsmil motsvarar 10 689 meter. Då gällde Stockholms slotts portar som utgångspunkt för mätningen, se Vägmätning i Sverige. Både Gyllenborgs namn och Gustav III:s krönta namnchiffer i guld pryder stenen som är restaurerad. Den står dock inte på sin ursprungliga plats, var den restes från början är oklart.

## Historiska krogar längs Dalarövägen i urval

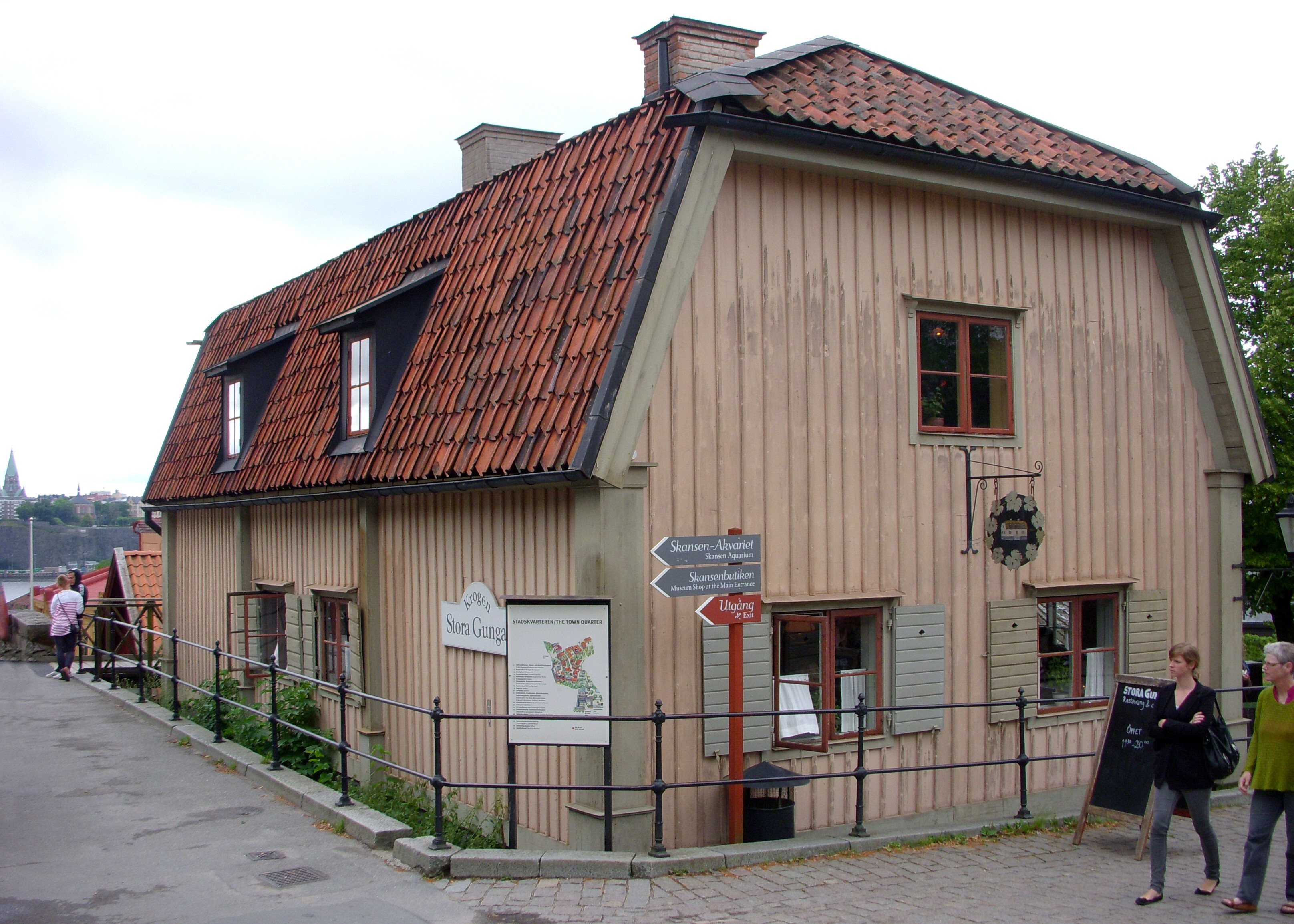
Stora Gungan, nu på Skansen
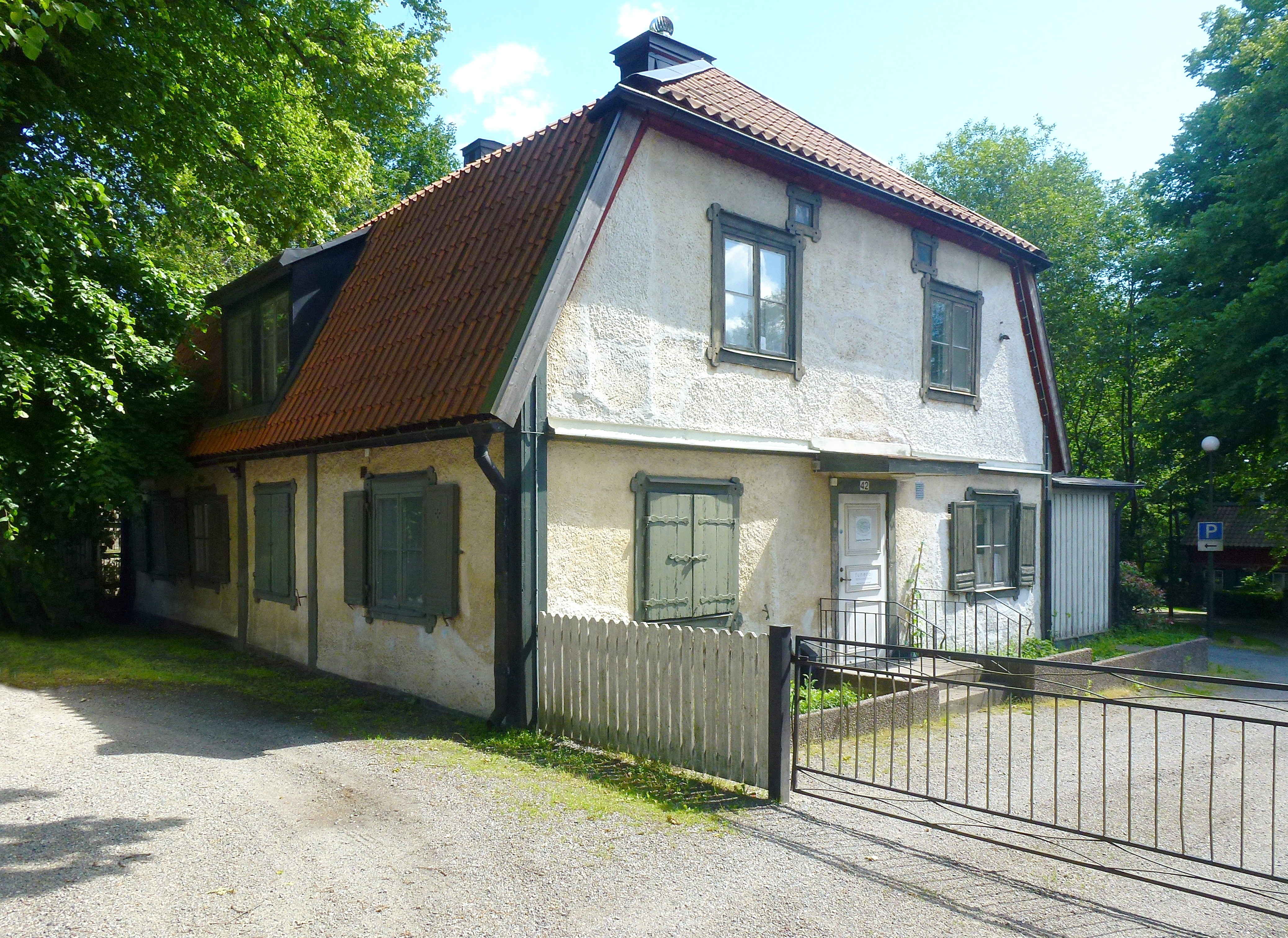
Lilla Sköndal
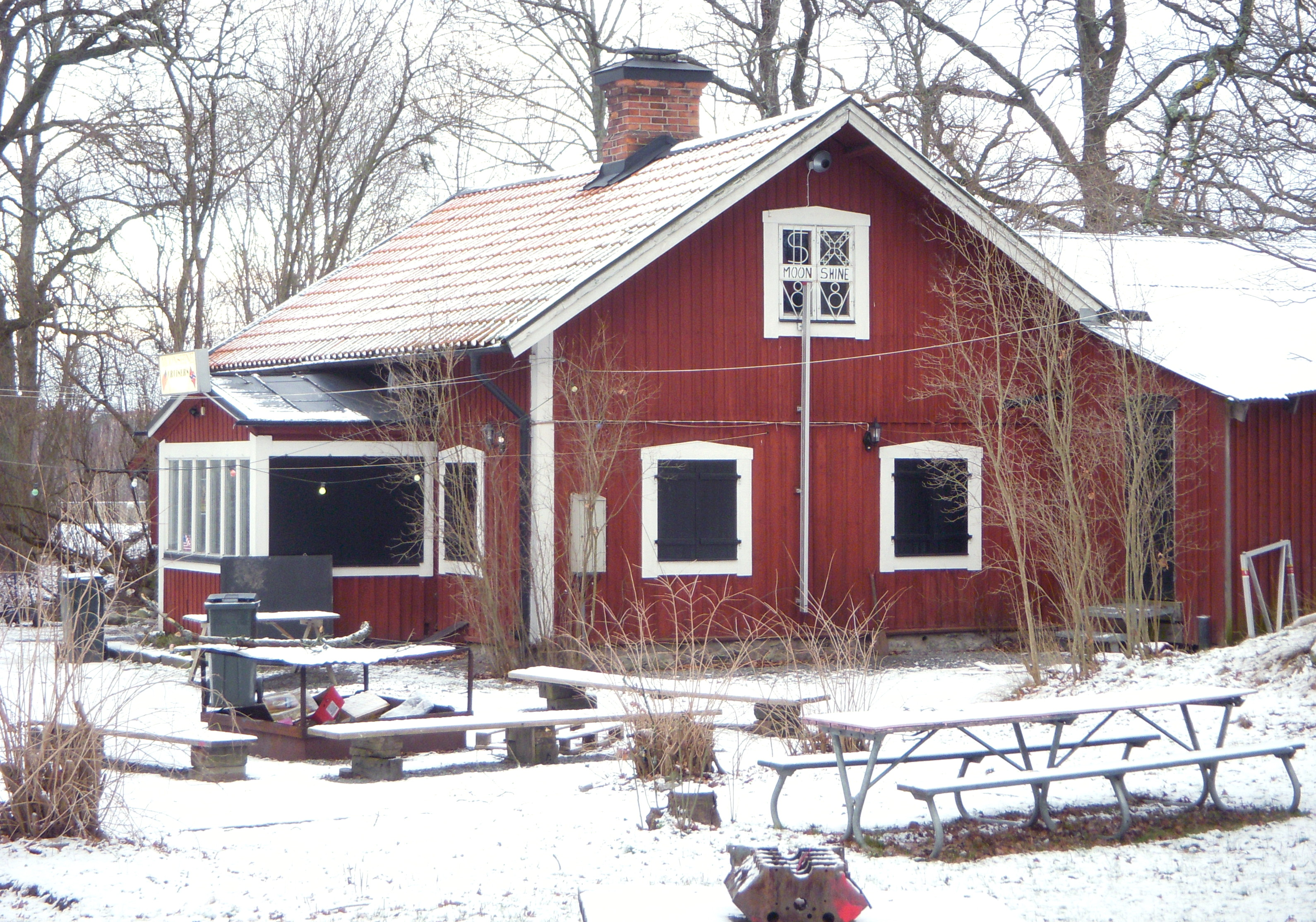
Larsbodatorpet
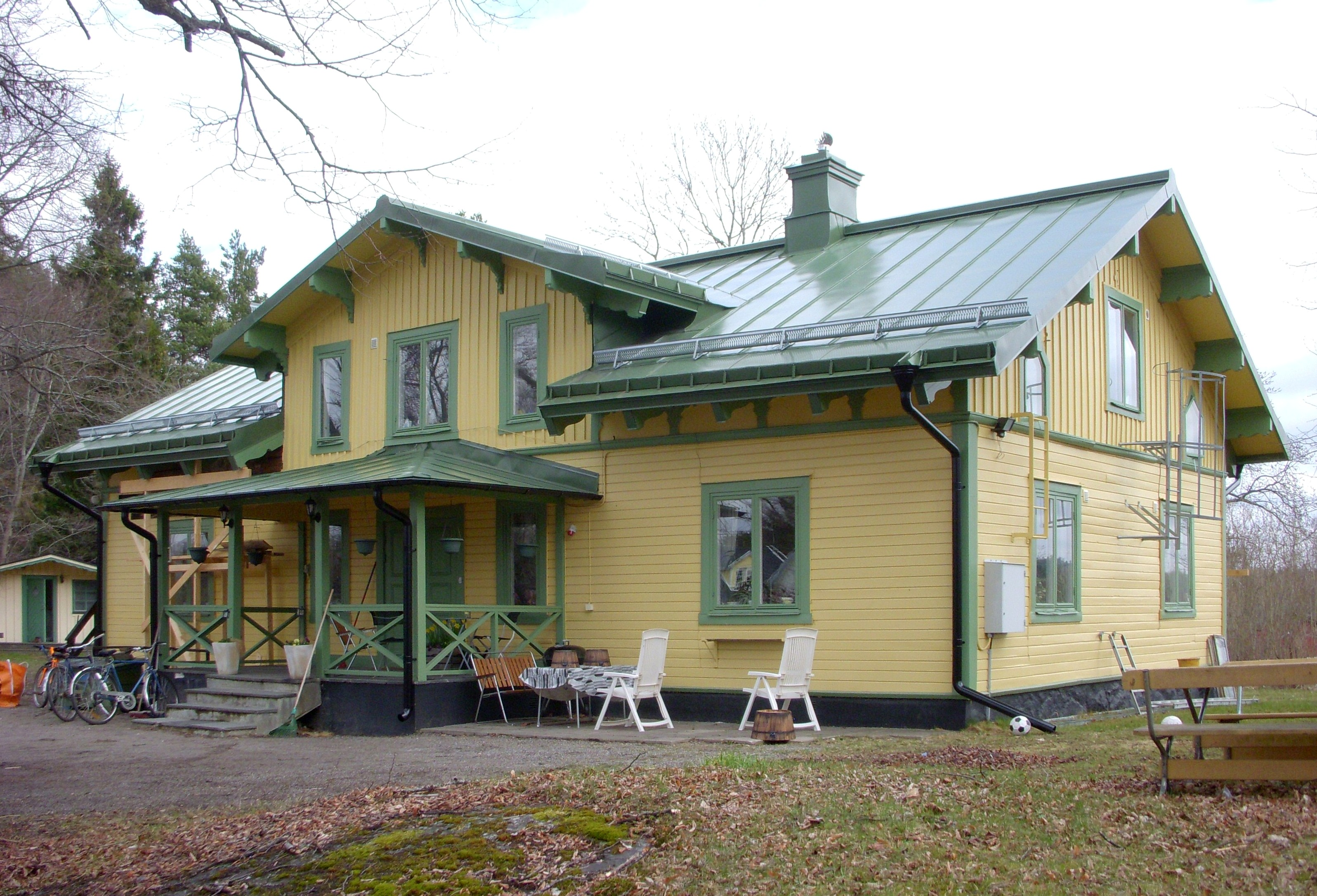
Länna gästgivargård

## Referenser

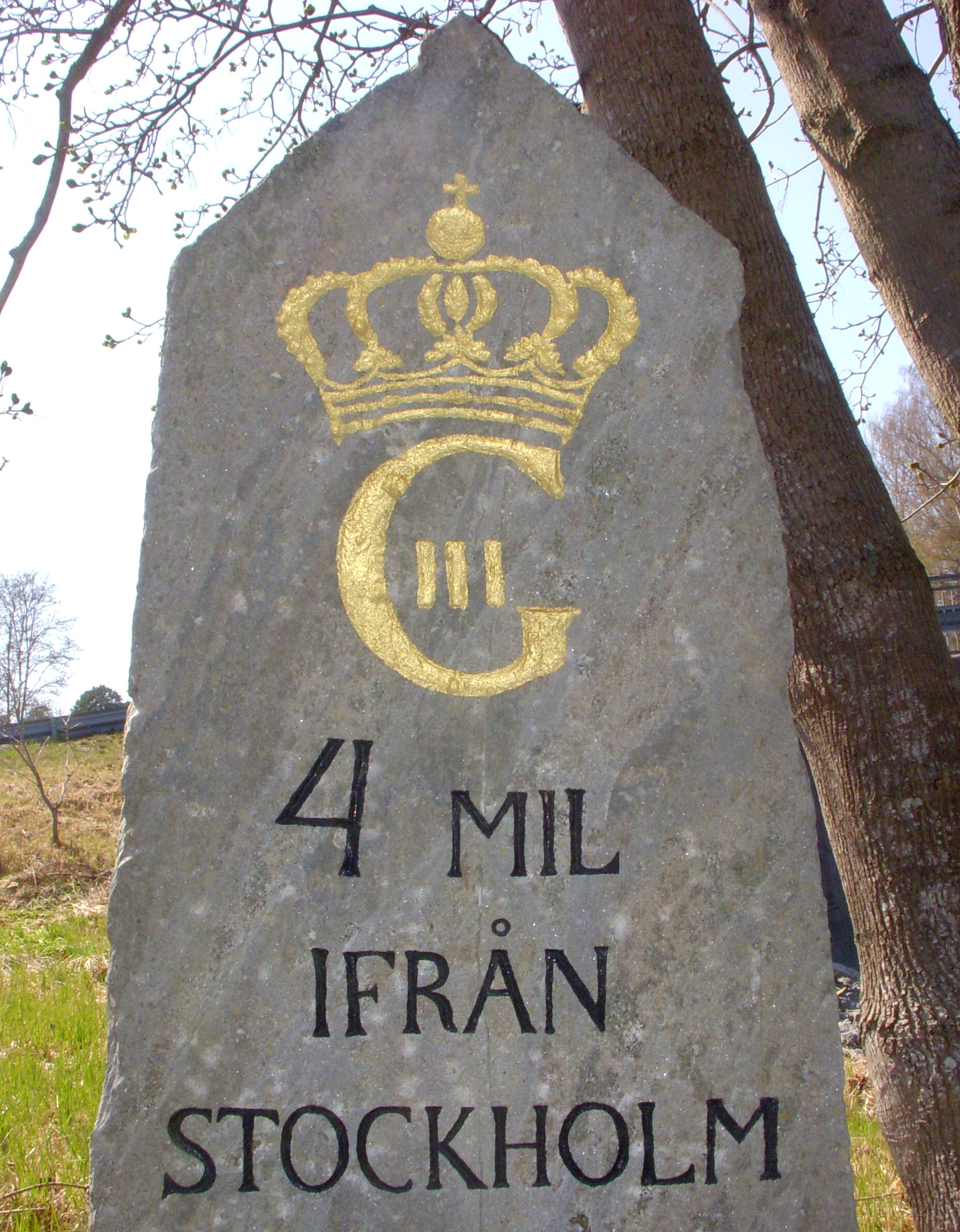
Milstolpe vid Dalarö kanal, detalj.

## Milstenar längs Dalarövägen i urval

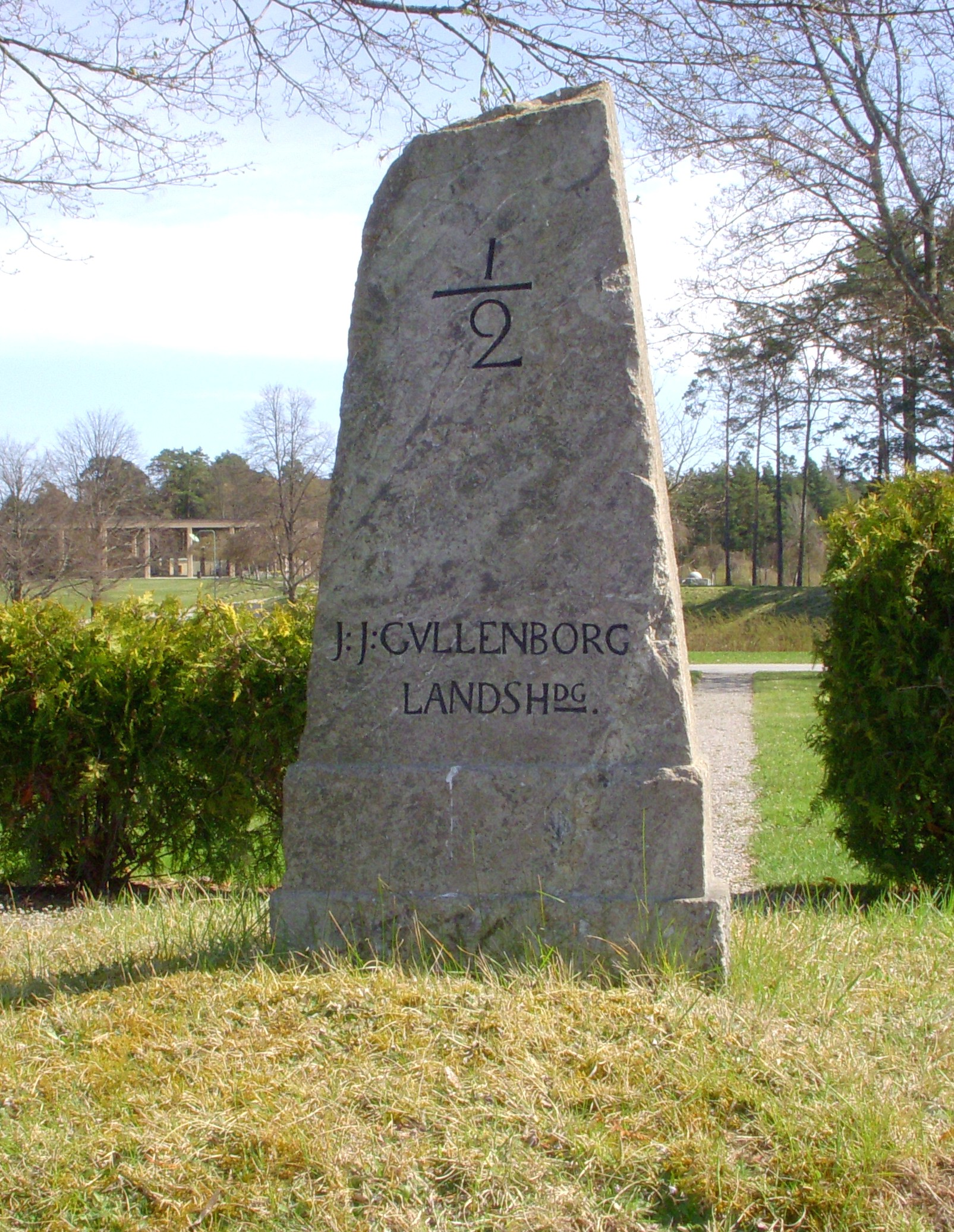
Skogskyrkogården
59°16′31″N 18°05′44″Ö / 59.27528°N 18.09556°Ö
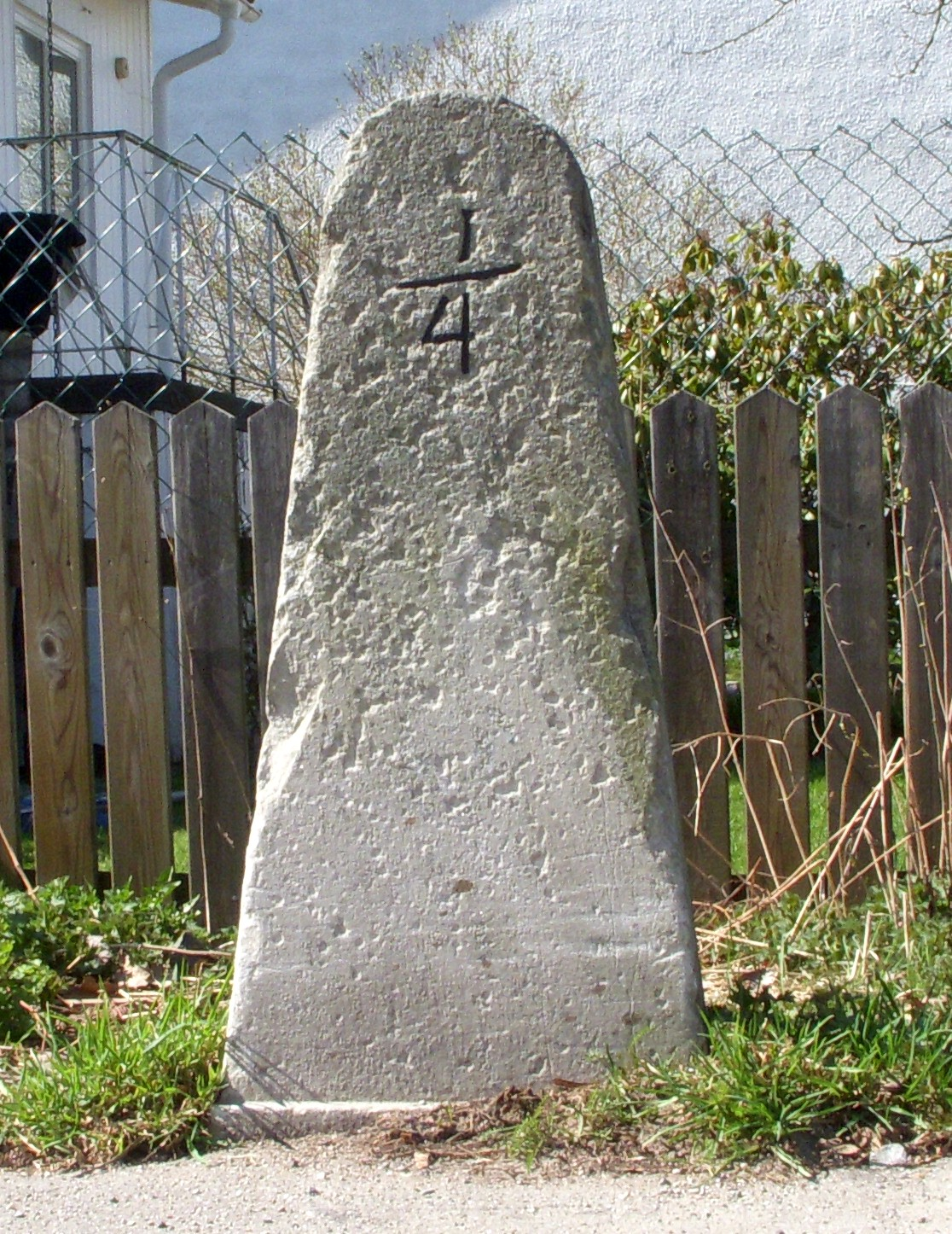
Perstorpsvägen
59°15′16″N 18°06′26″Ö / 59.25444°N 18.10722°Ö
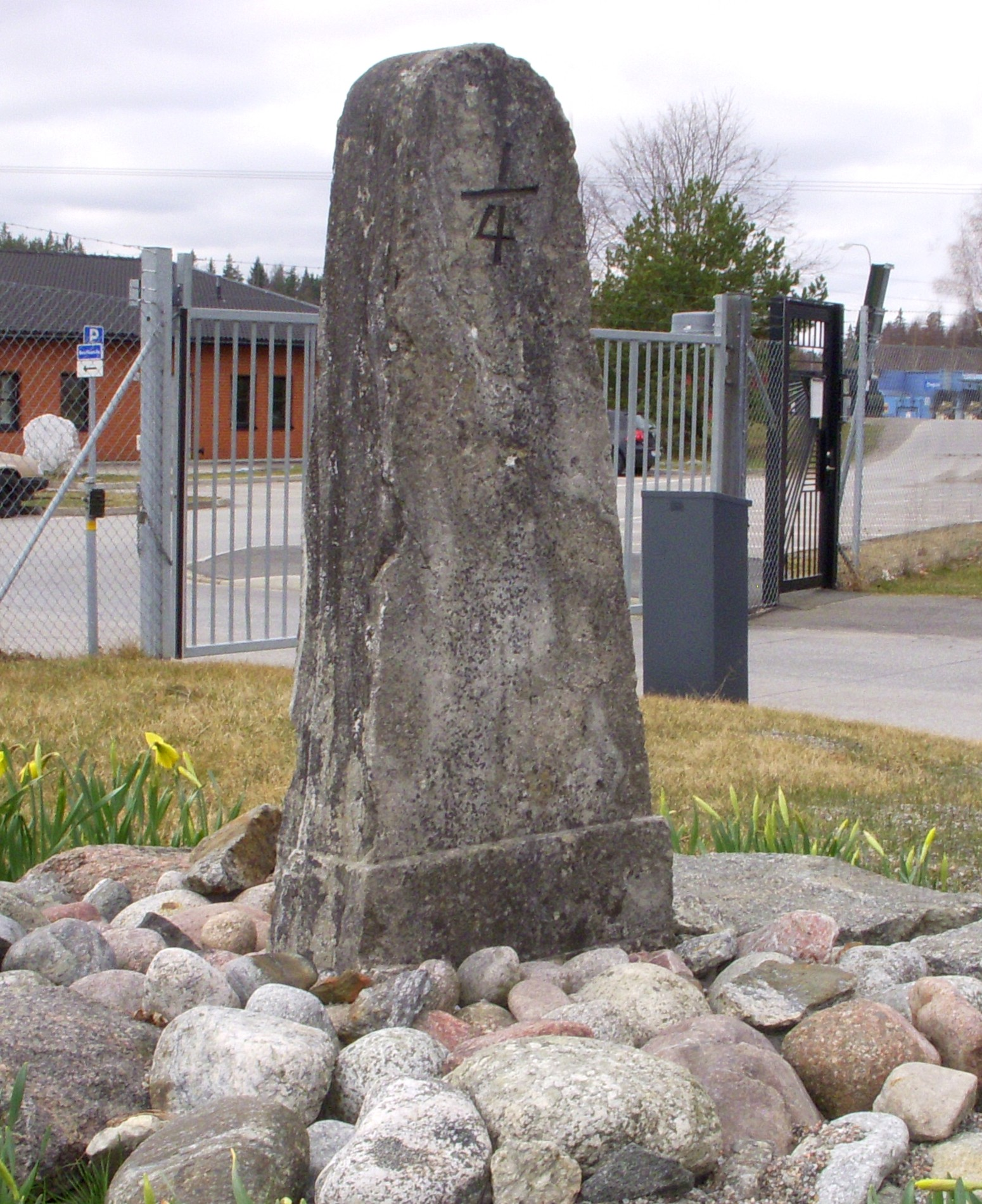
Skogås
59°13′04″N 18°08′28″Ö / 59.21778°N 18.14111°Ö
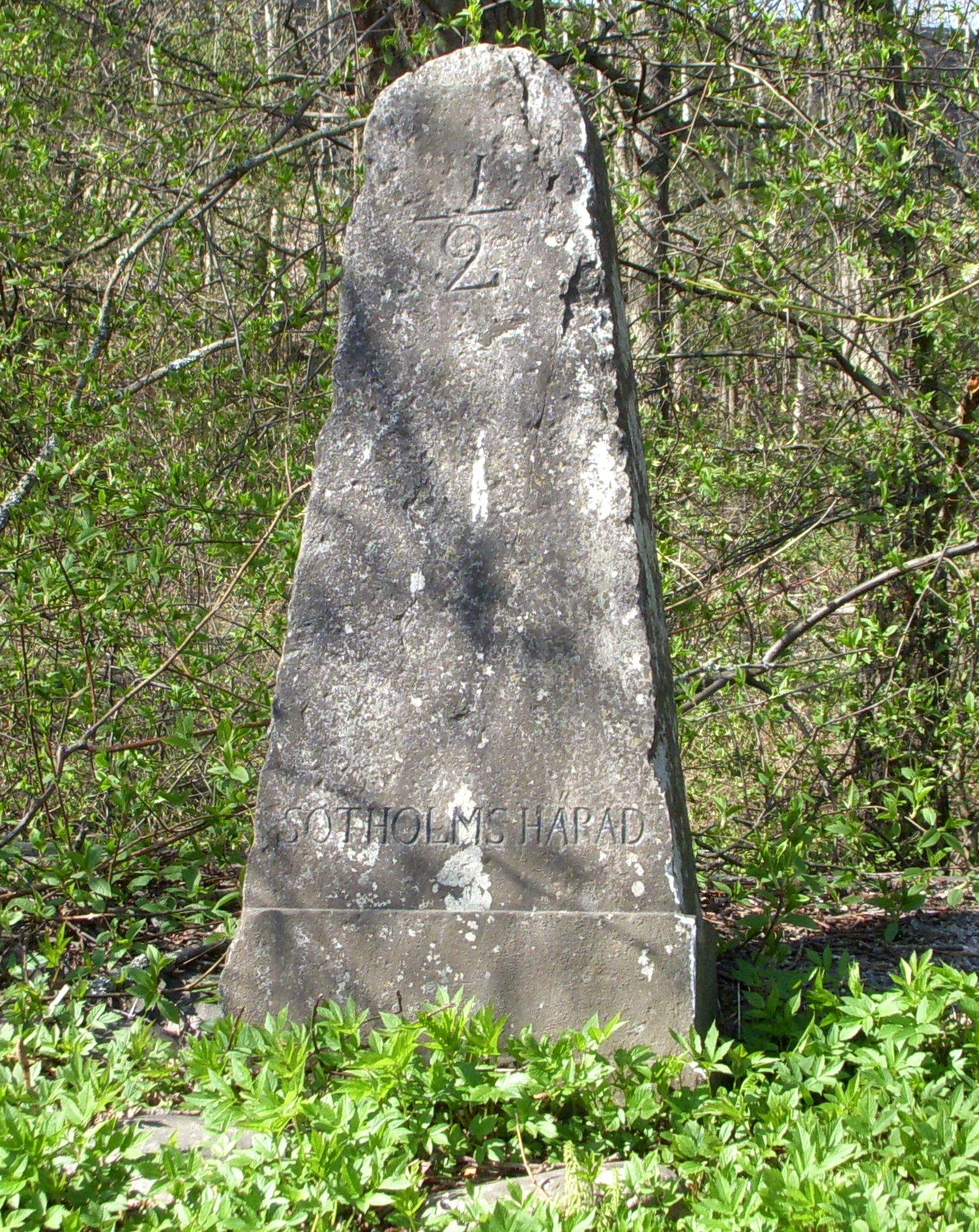
Vega
59°11′40″N 18°08′27″Ö / 59.19444°N 18.14083°Ö
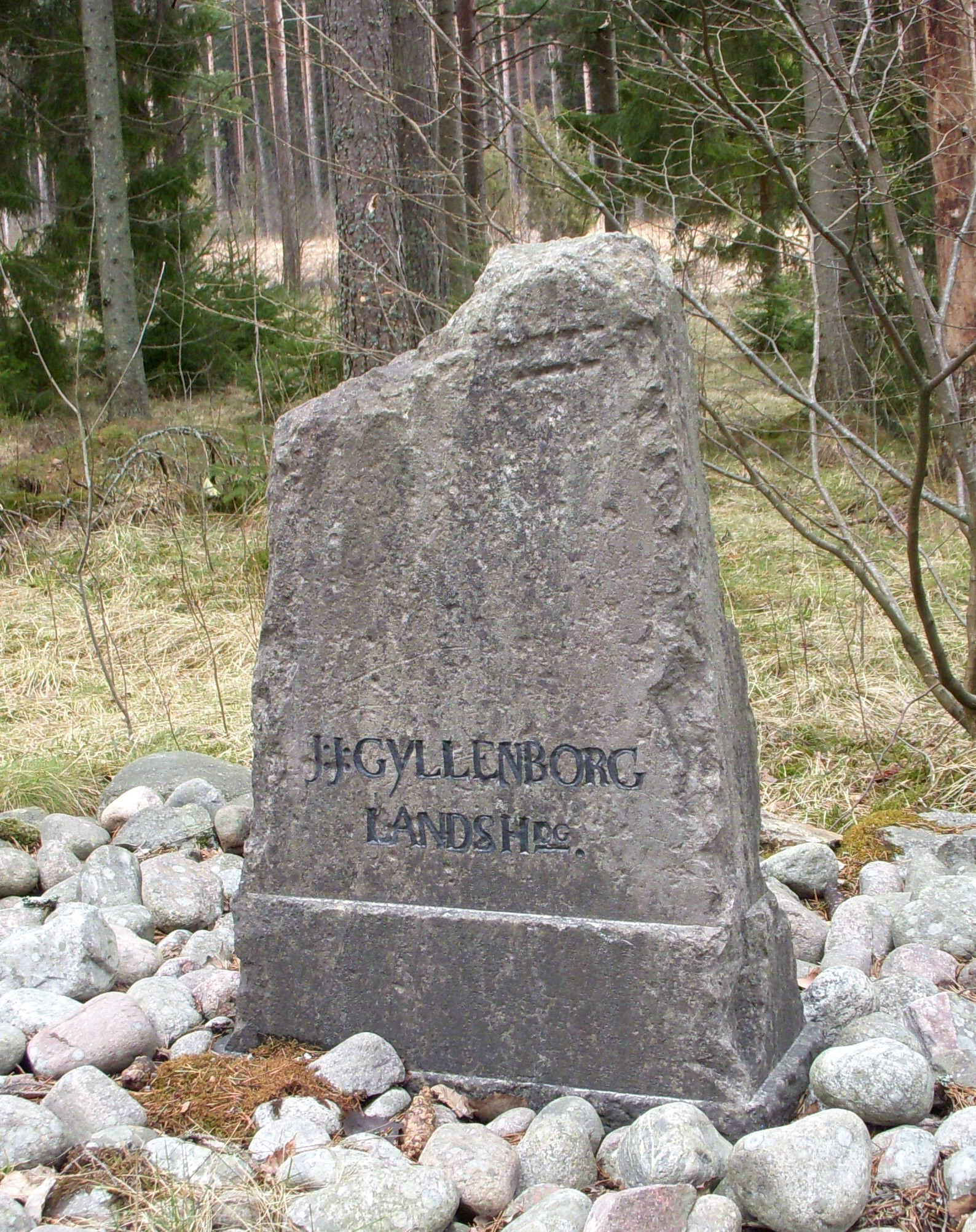
Brandbergen
59°09′51″N 18°10′20″Ö / 59.16417°N 18.17222°Ö
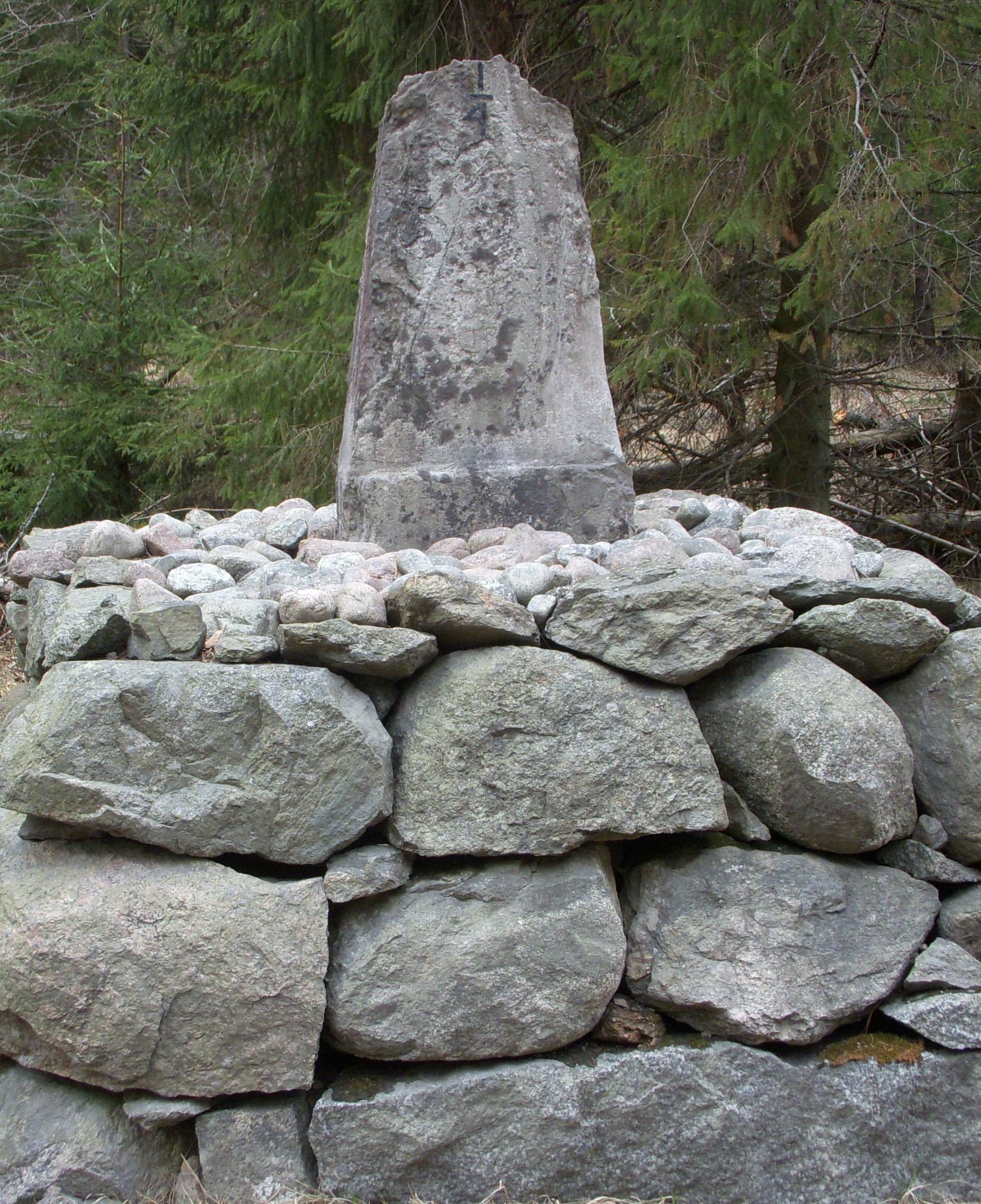
Alby
59°08′51″N 18°10′49″Ö / 59.14750°N 18.18028°Ö
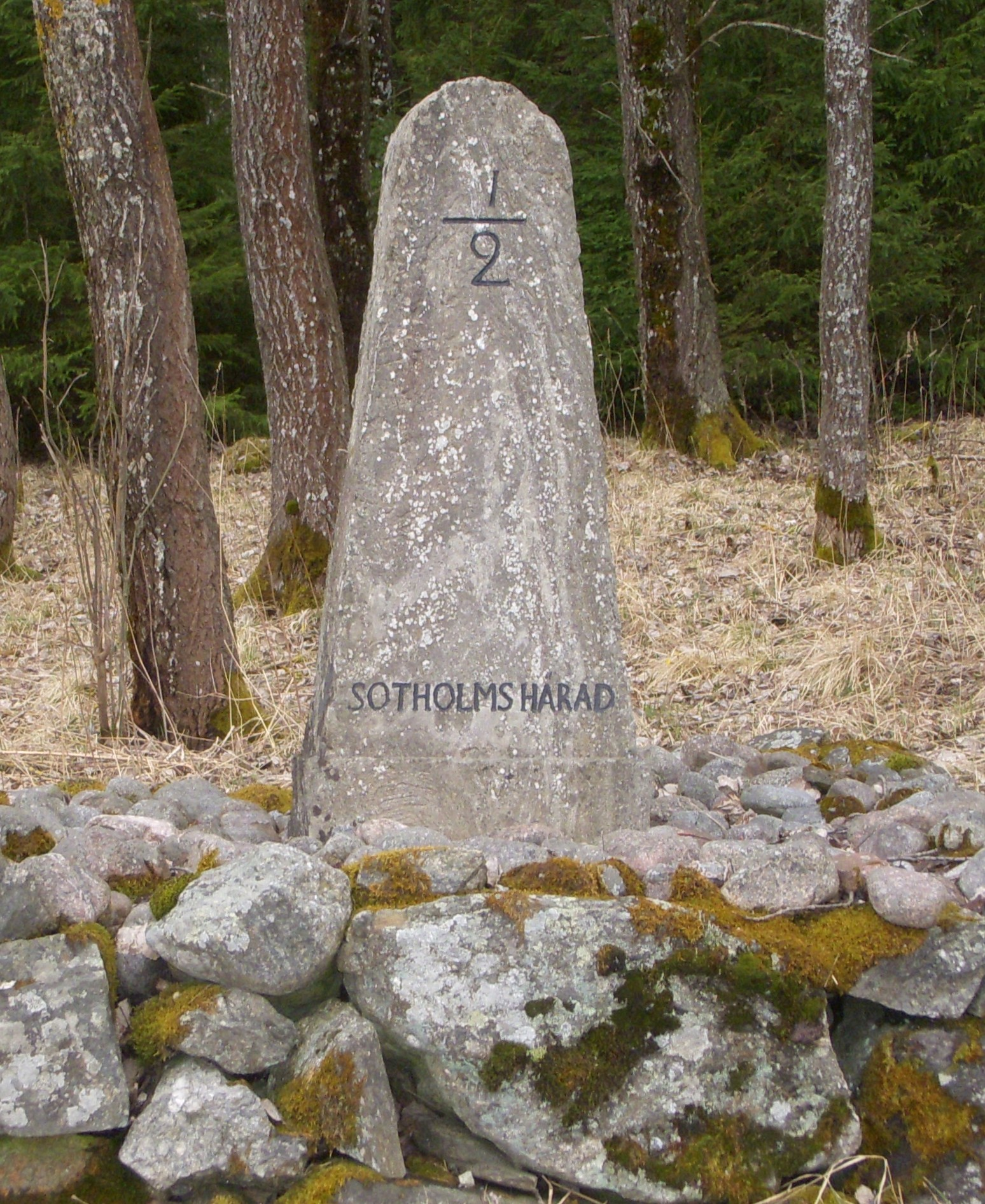
Avfart Årsta havsbad
59°07′39″N 18°11′56″Ö / 59.12750°N 18.19889°Ö
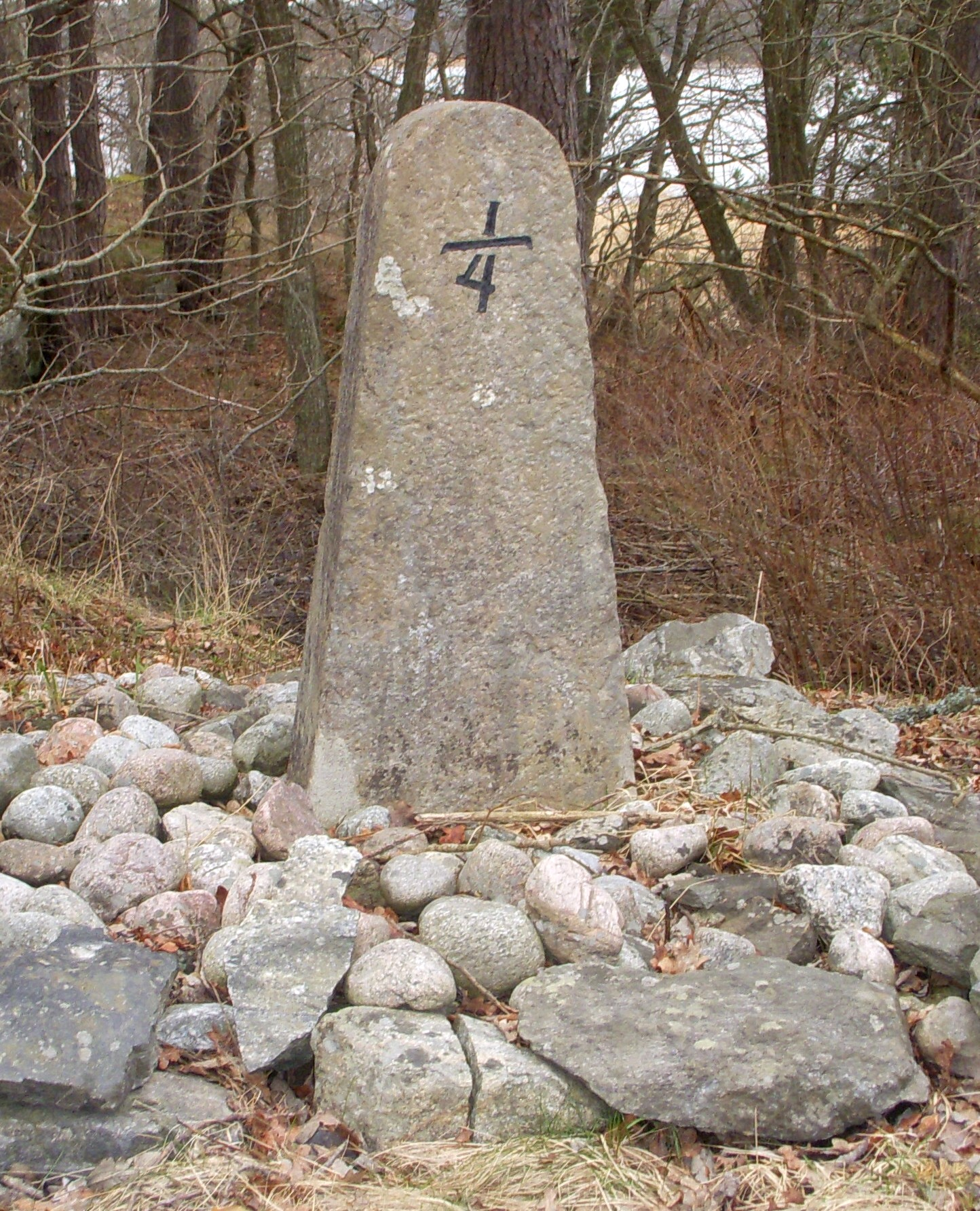
Lännåker
59°07′12″N 18°14′25″Ö / 59.12000°N 18.24028°Ö
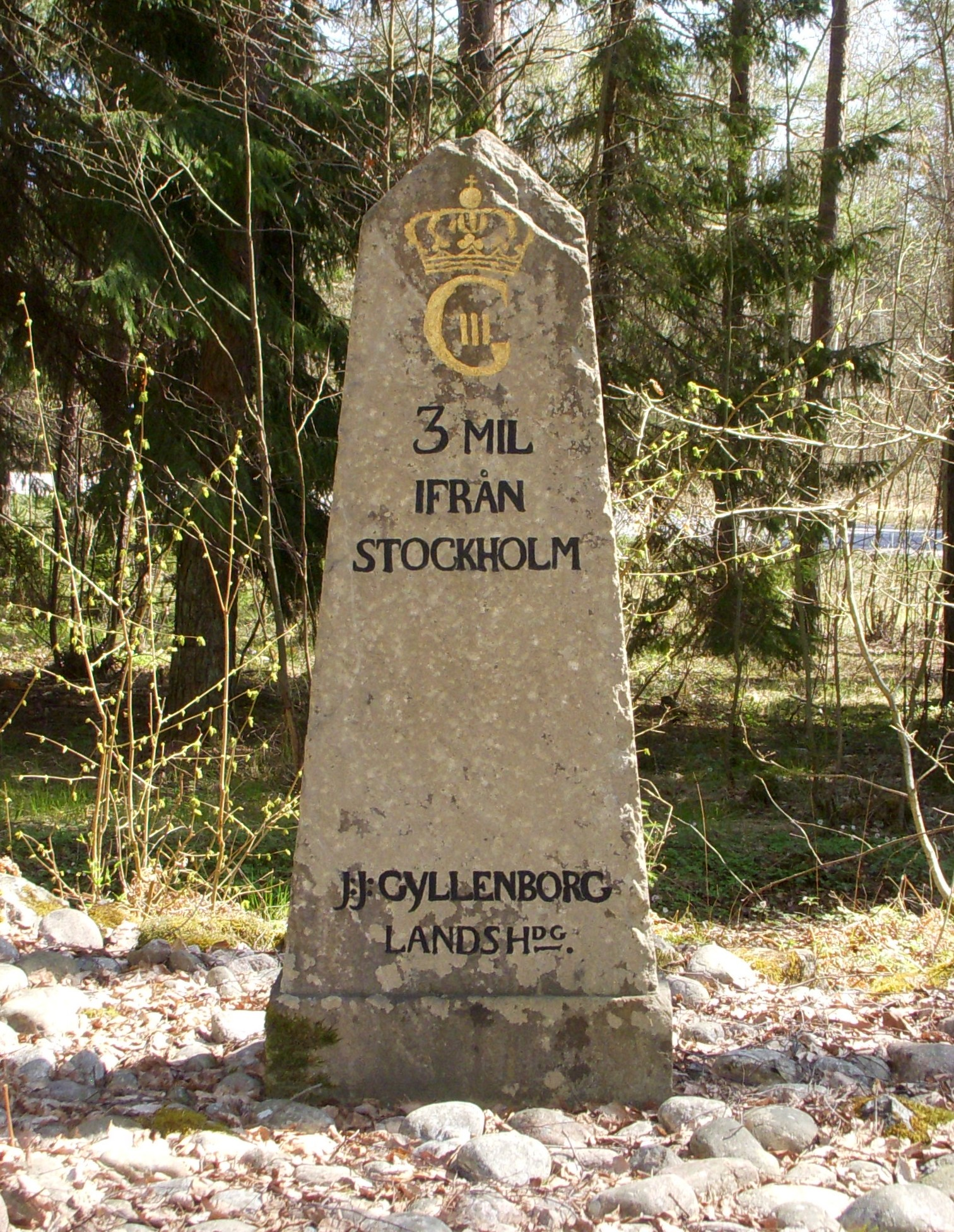
Vaxnäs
59°06′57″N 18°16′29″Ö / 59.11583°N 18.27472°Ö
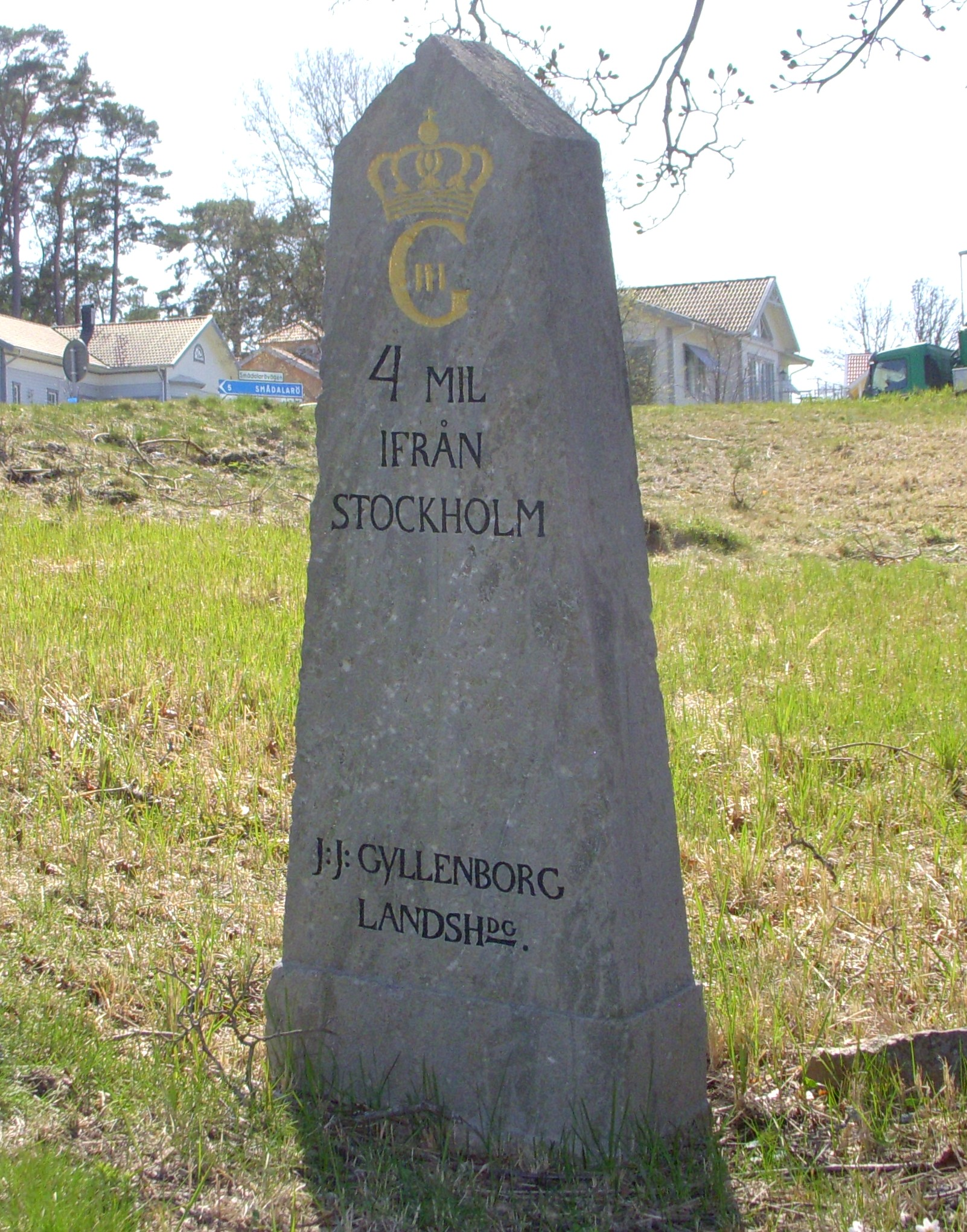
Dalarökanalen
59°08′16″N 18°24′56″Ö / 59.13778°N 18.41556°Ö

## Andra historiska färdvägar till och från Stockholm
- Enköpingsvägen
- Göta landsväg
- Gamla Dalarövägen
- Södertäljevägen